# 坂元規貞
坂元 規貞（さかもと のりさだ、1852年1月22日（嘉永5年1月2日）- 1924年（大正13年）1月10日）は、明治から大正期の官吏、実業家、政治家。衆議院議員。

## 経歴
肥前国佐賀郡新郷村（佐賀県佐賀郡北川副村新郷を経て現佐賀市）で、佐賀藩士・坂元敬之進の長男として生まれる。藩校弘道館で学んだ。その後、木原隆忠の木原塾に入り塾長を務めた。
1876年（明治9年）長崎県15等出仕となり、1887年（明治20年）文部属に転じ、その後退官した。
1892年（明治25年）2月、第2回衆議院議員総選挙で佐賀県第1区から中央交渉会所属で出馬して当選し、衆議院議員に1期在任した。
その後、実業界に転じ、1912年（明治45年）佐賀米穀取引所理事に就任した。退職後は悠々自適の生活を送っていたが、1918年（大正7年）に養嗣子・守吉が飛行機事故で殉職後に体調を崩し、療養中の1924年1月に死去した。

## 親族
- 養子 坂元守吉（陸軍歩兵中尉、飛行機事故で殉職）[5]